# Nikolina Baradić
Nikolina Baradić (ur. 22 lipca 1990 w Szybeniku) – chorwacka polityczka. Od 2020 roku zasiada w Zgromadzeniu Chorwackim.

## Życiorys

### Młodość i edukacja
Baradić urodziła się 22 lipca 1990 w Szybeniku (ówcześnie w Socjalistycznej Federacyjnej Republice Jugosławii).
Ukończyła studia licencjackie z pielęgniarstwa na Katolickim Uniwersytecie Chorwackim.

### Kariera zawodowa
Od 2015 do 2020 roku pracowała jako pielęgniarka w szpitalu w Zadarze.

### Działalność polityczna
W 2020 roku była przewodniczącą młodzieżówki Chorwackiej Wspólnoty Demokratycznej (HDZ). Była również najmłodszą kandydatką z ramienia tej partii w wyborach w 2020 roku.
Z powodzeniem wystartowała w wyborach parlamentarnych w Chorwacji w 2020 roku z ramienia Chorwackiej Wspólnoty Demokratycznej (HDZ) w 9. okręgu wyborczym. 22 lipca, w dniu swoich 30. urodzin, objęła mandat członkini Zgromadzenia Chorwackiego. Dołączyła do klubu parlamentarnego HDZ. Zasiadała w Komisji ds. wyborów, mianowań i administracji, Komisji ds. współpracy międzyparlamentarnej, Komisji ds. poświadczeń i przywilejów oraz Komisji ds. pracy, systemu emerytalnego i partnerstwa społecznego. Była zastępczynią członka delegacji do Parliamentary Assembly of the Mediterranean oraz zgromadzenia parlamentarnego South-East European Cooperation Process. Należała do grup współpracy międzyparlamentarnej z Australią, Brazylią, Chinami, Francją, Indiami, Islandią, Izraelem, Japonią, Kubą, Meksykiem, Namibią, San Marino, Turcją oraz USA.
Uzyskała 631 głosów, startując z 11 miejsca na liście.
Uzyskała reelekcję w wyborach parlamentarnych w 2024 roku, ponownie w 9. okręgu wyborczym oraz z ramienia HDZ. Mandat w Zgromadzeniu objęła 16 maja 2024. Ponownie zasiadła w klubie parlamentarnym HDZ. Zasiadła w Komisji ds. zdrowia i polityki społecznej, Komisji ds. rodziny, młodzieży i sportu, Komisji ds. wyborów, mianowań i administracji, Komisji ds. poświadczeń i przywilejów oraz Komisji ds. współpracy międzyparlamentarnej. Przewodniczy delegacji Zgromadzenia do Parliamentary Assembly of the Mediterranean. Należy do grup współpracy międzyparlamentarnej z Argentyną, Brazylią, Chinami, Egiptem, Francją, Hiszpanią, Izraelem, Japonią, Kanadą, Kubą, Kazachstanem, Meksykiem, Marokiem, Portugalią i Włochami.

### Życie prywatne
Jej ojciec Željko Baradić (również członek HDZ) przez 6 kadencji był burmistrzem Stankovci.